# Lorenzo Tiepolo (Bürgermeister)

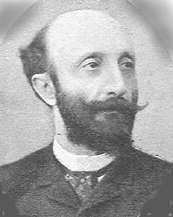
Lorenzo Tiepolo, fotografiert vor 1890 von den Fratelli Vianelli aus Venedig

Lorenzo Tiepolo (* 19. Juli 1845 in Venedig; † 12. August 1913 in Belluno) war vom 14. November 1888 bis zum 6. April 1890 Bürgermeister Venedigs. Er war der erste Bürgermeister der Stadt, der ohne Intervention des italienischen Staates ausschließlich vom Consiglio comunale, dem Stadtrat, gewählt wurde. Ihm folgte 1890 Riccardo Selvatico im Amt. 

## Leben

### Familie
Lorenzo Tiepolo entstammte einer der ältesten Adelsfamilien Venedigs, die den gleichnamigen Dogen gestellt hatte. Seine Eltern waren Alvise Tiepolo und dessen Frau Maria Barea. Lorenzo hatte zwei Brüder namens Girolamo und Giacomo, sowie sechs Schwestern namens Maria Teresa, Elena, Marina, Lucrezia, Loredana und Giovannina. 
Er selbst heiratete Marianna Lanfranchini. Das Paar hatte sechs Kinder namens Maria, Angelina, Alvise, Teresa, Almoro und Laura.

### Jurist, politischer Aufstieg
Lorenzo Tiepolo studierte Rechtswissenschaften an der Universität Padua. In Venedig arbeitete er als Rechtsanwalt im Bereich des Zivilrechts.
Am 11. Februar 1883 wurde er Consigliere comunale, ein Amt, das er bis zum 10. November 1889 innehatte. Ab dem 3. September 1888 war er zugleich Assessore comunale.

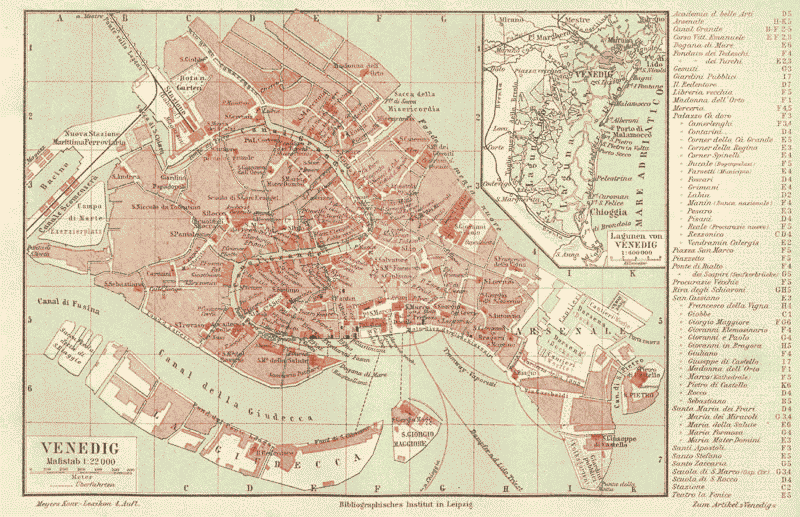
Stadtplan von 1888, Meyers Konversationslexikon

### Bürgermeister
In Tiepolos kurzer Amtszeit entstand im Oktober 1889 die Società veneziana per l'illuminazione elettrica, die sich der elektrischen Beleuchtung Venedigs widmete, die schließlich die Gasbeleuchtung ablösen sollte. 1890 löste die Società veneta di navigazione a vapore lagunare die französische Compagnie des bateaux omnibus de Venise, die bisher die Vaporetti steuerte, ab. Im selben Jahr sollte ein Aquädukt die Versorgung Venedigs mit Wasser aus dem Flüsschen Sile bewerkstelligen, statt aus den städtischen Brunnen. 
Am 19. November 1889 wurde Tiepolo in seinem Amt zwar bestätigt, doch trat er fünf Monate später zurück, nachdem er keine liberalere Regierung durchsetzen konnte. Die von Francesco Crispi gewollte Erweiterung der Wählerbasis führte zu einer Regierung der Liberalen Progressisten, die z. T. von den Sozialisten unterstützt wurden.

### Abgeordneter, politischer Einfluss in der Wirtschaft und mittels Zeitung, Senator
Seine Wirtschaftskenntnisse brachten ihn zunächst als Abgeordneten ins Parlament. 1897 wurde er einer der fünf Männer im comitato dei cinque, die in Wirtschaftsfragen berieten. Über die Zeitschrift La Gazzetta gewann er 1903 bis 1905 in Venedig verstärkt Einfluss. Am 4. März 1905 wurde er zum Senator ernannt. 
Tiepolo starb 1913 während er sich zur Gesundung in Belluno aufhielt.

## Ehrungen
Tiepolo wurde 1885 Cavaliere dell’Ordine della Corona d’Italia, 1887 Ufficiale und 1889 Commendatore daselbst. Am 17. Januar 1889 wurde er zudem Cavaliere dell’Ordine dei SS. Maurizio e Lazzaro.